# Filiba
Filiba est une commune rurale située dans le département de Salogo de la province du Ganzourgou dans la région Plateau-Central au Burkina Faso.

## Géographie
Filiba est situé à 7 km au nord-ouest de Salogo, le chef-lieu du département, et à environ 6 km au sud-est de Zamsé.

## Santé et éducation
Le centre de soins le plus proche de Filiba est le centre de santé et de promotion sociale (CSPS) de Zamsé tandis que le centre médical avec antenne chirurgicale (CMA) se trouve à Zorgho.